# Mouloudia Club d'Orà
El Mouloudia Club d'Orà (MC Orà) (àrab: نادي مولودية وهران, Nādī Mūlūdiyya Wahrān) és un club de futbol algerià de la ciutat d'Orà. Els seus colors són el blanc i el vermell.

## Història
El club va ser fundat el 1 de gener de 1917. Entre els fundadors hi havia Bentouati Ali, Mohamed Bessoul, Omar Rouane Serrik, Boumefraa (Un dels fundadors de l'USM Orà), i Omar Rouane Serrik (el primer president). Fins a l'any 2007 era l'únic equip del país que sempre havia jugat a primera divisió (des de 1963), però al final de la temporada 2007/2008 descendí per primer cop a segona en acabar 14è aquella temporada.
Les arrels del club es troben en els clubs Mouloudia Hamidia d'Orà (fundat el 1918/1919) i l'Sporting Club d'Orà (creat el 1897). El 1926 es fusionaren formant l'USM Orà. Aquest club es fusionà amb el club El Kahla el 1946 per formar l'actual club. Des d'aleshores ha rebut les denominacions:
- 1917-1924: Mouloudia Club Musulman Oranais
- 1924-1931: Mouloudia Hamidia Club Musulman Oranais
- 1931-1971: Mouloudia Club Oranais
- 1971-1977: Mouloudia Chaâbia d'Oran
- 1977-1987: Mouloudia Pétroliers d'Oran
- 1987-1989: Mouloudia d'Oran
- 1988-avui: Mouloudia Club d'Oran

## Palmarès
- Lliga algeriana de futbol:[2]
  - 1971, 1988, 1992, 1993
- Copa algeriana de futbol:[3]
  - 1975, 1984, 1985, 1996

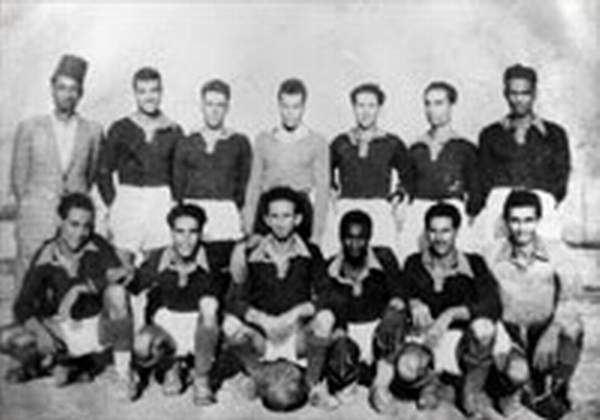
MC Oran el 1946.

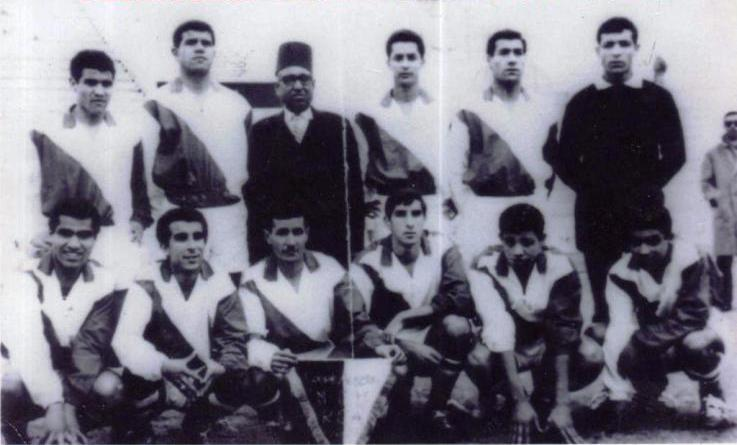
MC Oran el 1963.

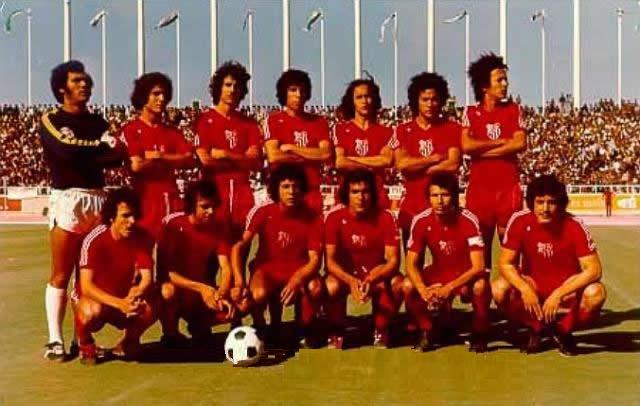
MC Oran el 1975.

- Copa de la Lliga algeriana de futbol: 
  - 1996
- Recopa aràbiga de futbol: 
  - 1997, 1998
- Supercopa aràbiga de futbol: 
  - 1999

## Jugadors destacats
- Reda Acimi
- Lakhdar Belloumi
- Alí Benhalima
- Tedj Bensaoula
- Gilles Augustin Binya
- Tahar Cherif El-Ouazzani
- Kader Firoud
- Abdelkader Freha
- Miloud Hadefi
- Ali Meçabih
- Ezechiel Ndouassel
- Slimane Raho
- Mohamed Salem
- Abdelhafid Tasfaout